# Listă de actori peruani

Aceasta este o listă de actori peruani.
Cuprins: Început - 0–9 A B C D E F G H I J K L M N O P Q R S T U V W X Y Z

## A
- Adolfo Aguilar
- Fabrizio Aguilar Boschetti
- Celine Aguirre
- Carlos Alcántara Vilar
- David Almandoz
- Carlos Álvarez Loayza
- Luis Álvarez (actor)
- Reynaldo Arenas
- Silvana Arias
- Denise Arregui
- Bruno Ascenzo
- Rómulo Assereto
- Tatiana Astengo

## B
- Lita Baluarte
- Nidia Bermejo
- Oscar Beltrán
- Fernando Bacilio
- Mari Pili Barreda
- Joaquina Belaúnde Matossian
- Cécica Bernasconi
- Lourdes Berninzon
- Diego Bertie
- Attilia Boschetti
- Élide Brero
- Gianfranco Brero
- Pilar Brescia Álvarez
- Monserrat Brugué
- Gustavo Bueno (actor)

## C
- Lucho Cáceres
- Haydeé Cáceres
- Karina Calmet
- Gabriel Calvo
- Carlos Cano de la Fuente
- Carolina Cano
- Anahí de Cárdenas
- Hertha Cárdenas
- Óscar Carrillo
- Eduardo Cesti
- Jorge Chiarella Krüger
- Giovanni Ciccia
- Katia Condos
- Emilram Cossío
- Henry Ian Cusick

## D
- Katerina D'Onofrio
- Claudia Dammert
- Guillermo Dañino Ribatto
- Jason Day
- Salvador del Solar
- Denisse Dibós
- Emilia Drago

## E
- Javier Echevarría Escribens
- Maricielo Effio
- Rebeca Escribens

## F
- Fernando Farrés
- Rossana Fernández-Maldonado
- Martha Figueroa Benza
- Yvonne Frayssinet

## G
- Sergio Galliani
- Carlos Gassols
- Pold Gastello
- Sergio Gjurinovic
- Álvaro González (actor)
- Alejandra Guerra
- Teddy Guzmán

## H
- Luis Fernando Hidalgo
- Mónica Hoyos

## I
- Carolina Infante
- Alberto Ísola
- Miguel Iza

## J
- Vanessa Jeri
- Angie Jibaja

## K
- Saby Kamalich
- Nathalie Kelley

## L
- La Tigresa del Oriente
- Fernando Larrañaga
- Ofelia Lazo
- Kiko Ledgard
- Julián Legaspi
- Jaime Lértora
- Jimena Lindo
- Diego Lombardi
- Óscar López Arias (actor)

## M
- Camila Mac Lennan
- Pelo Madueño
- Santiago Magill
- Paul Martin (actor)
- Norma Martínez
- Irma Maury
- Christian Meier
- Aldo Miyashiro
- Jorge Montoro
- Muki Sabogal

## N
- Ana Cecilia Natteri
- Camucha Negrete
- Gianella Neyra

## O
- Mariel Ocampo
- Juan Manuel Ochoa
- Bruno Odar
- Carlos Oneto
- Sonia Oquendo
- Stephanie Orúe

## P
- Delfina Paredes
- Patricia Aspíllaga
- Bernie Paz
- Aristóteles Picho
- Gisela Ponce de León
- Marisela Puicón

## Q
- Adriana Quevedo
- Diana Quijano

## R
- Norka Ramírez
- Gonzalo Revoredo
- César Ritter
- Vanessa Robbiano
- Sofía Rocha
- Fiorella Rodríguez
- Elena Romero
- Hernán Romero Berrio
- Mónica Rossi
- José Luis Ruiz

## S
- Diego Seminario
- Vanessa Saba
- Pablo Saldarriaga
- Mónica Sánchez
- Daniela Sarfati
- Renzo Schuller
- Leslie Shaw
- Pietro Sibille
- Magaly Solier

## T
- Vanessa Terkes
- Leonardo Torres Vilar
- Ricky Tosso
- Elvira Travesí

## U
- Magdyel Ugaz
- Melania Urbina

## V
- Gisela Valcárcel
- Javier Valdés
- Milene Vásquez
- Wendy Vásquez
- Paul Vega
- Sandra Vergara
- Enrique Victoria Fernández

## Y
- Roxana Yépez
- Paloma Yerovi Cisneros
- Christian Ysla

## Z
- Gerardo Zamora
- Marco Zunino

## Vezi și
- Listă de regizori peruani

Format:Cinematografia peruană